# Congrès de La Haye
Pour les articles homonymes, voir Congrès (homonymie).
Ne doit pas être confondu avec Congrès international des femmes de La Haye.
Cet article concerne le Congrès de La Haye de 1948. Pour le Congrès de La Haye de 1872, voir Congrès de La Haye (1872).

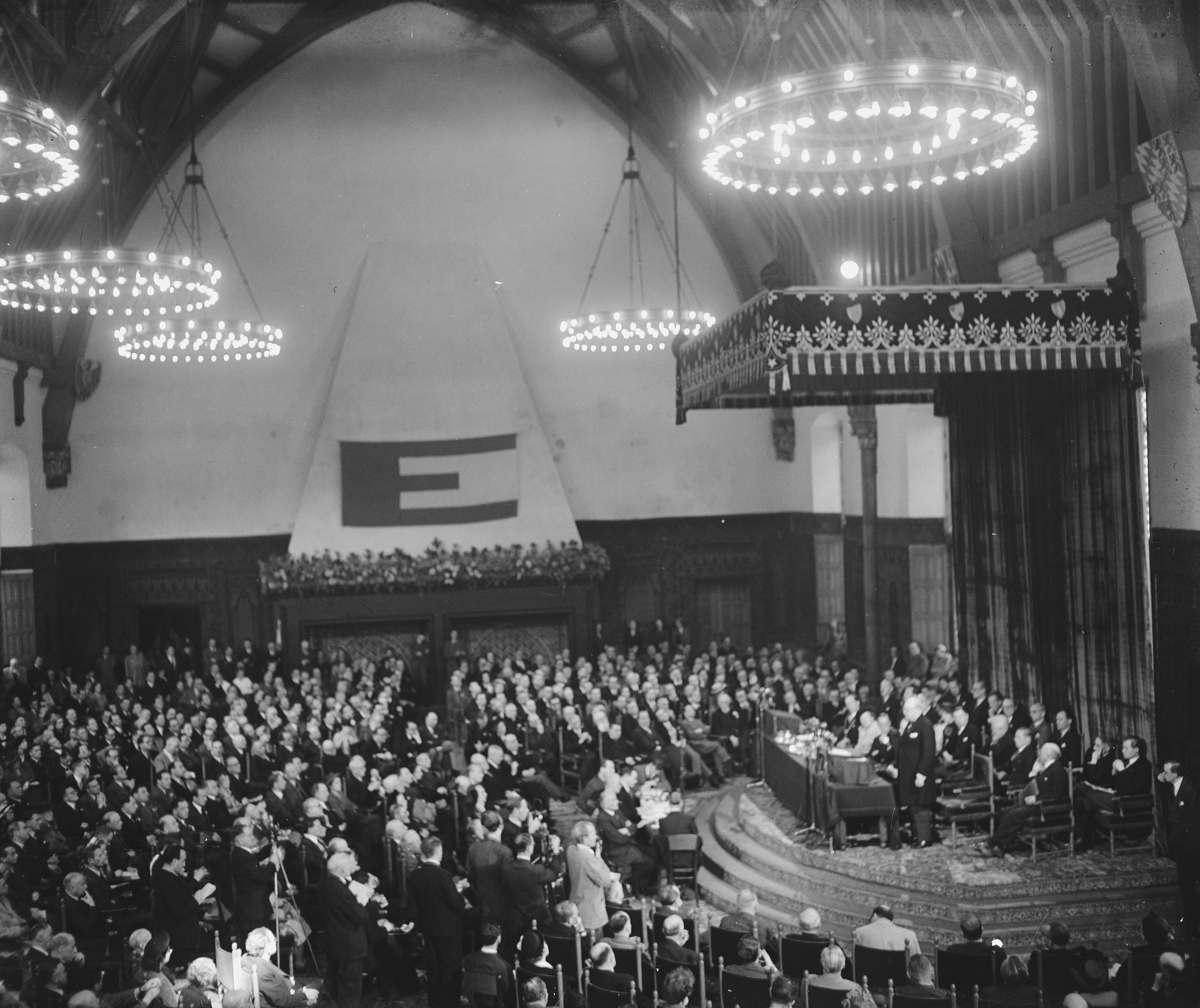
Réunion du Congrès dans la Ridderzaal du Binnenhof (XIIIe siècle) de La Haye, le 9 mai 1948, sous le drapeau fédéraliste.

Le congrès de La Haye, tenu dans la ville siège du gouvernement des Pays-Bas, est considéré comme l'un des premiers véritables fondements du fédéralisme européen. Intitulé à l'époque « congrès de l'Europe », il rassemble, du 7 au 10 mai 1948, 800 délégués venus de dix-huit pays d'Europe, et quelques observateurs des États-Unis et du Canada.

## Organisateurs
Le Congrès est organisé par des associations, issues notamment de la résistance au nazisme, comme l'Union des fédéralistes européens ou encore le Mouvement européen international de Winston Churchill, président d'honneur du Congrès. 
En septembre 1946, Churchill prononce son célèbre discours de Zurich. Simultanément se déroule à Hertenstein (de) non loin de là une rencontre des mouvements fédéralistes européens. L'Union européenne des fédéralistes (UEF) est fondée en décembre 1946 à Paris.
En novembre 1947, un comité de coordination rassemble l'UEF et le United Europe Movement, le Mouvement pour les États-Unis socialistes d’Europe et les Nouvelles équipes internationales. Il s'intitule « Comité international de coordination des mouvements pour l'unité européenne ».
Le Comité est à l'origine du « Congrès de l'Europe ». Le but de cette manifestation est « d’attirer sur ce problème l’attention de l’opinion publique internationale et d’indiquer la formation des États-Unis d’Europe comme objectif commun de travail de toutes les forces démocratiques européennes » selon un mémorandum du 22 janvier 1948.
Alexandre Marc, secrétaire général de l'UEF, propose de l'intituler « États généraux de l'Europe » afin de donner une connotation populaire voire révolutionnaire à l'événement. Cette formulation n'est pas retenue par le Comité de coordination.

## Contexte et déroulement du Congrès
Pour un article plus général, voir Histoire de l'Union européenne.
Le contexte du Congrès est particulier : le « Coup de Prague » a lieu en février. En mars est signé le traité de Bruxelles, alliance défensive entre la France, le Royaume-Uni et les pays du Benelux. La RFA n'est pas encore constituée.
Le Congrès se déroule du 7 au 11 mai 1948, soit trois ans exactement après l'armistice en Europe. Il réunit entre 750 et 800 participants selon les sources. Y participaient des hommes politiques, intellectuels et syndicalistes. Dix-sept pays sont représentés, notamment France, Royaume-Uni, Belgique, Pays-Bas, Italie et Allemagne (à l'époque encore sous occupation par les Alliés). Participent aussi des personnes venues d'Europe de l'Est : Roumains, Polonais, Tchèques, Hongrois et Yougoslaves. Quarante députés travaillistes britanniques renoncent à participer à la suite d'une interdiction par la direction de leur parti.
Le Congrès se déroule dans la Ridderzaal, « salle des chevaliers » du Binnenhof de La Haye, sous la présidence d'honneur de Winston Churchill et en présence des souverains des Pays-Bas. Il est considéré comme un moment d'incarnation de l'idéal européen.
Les séances plénières sont présidées par le Britannique Anthony Eden et le Belge Paul van Zeeland. 
Trois commissions se réunissent : 
- économique et sociale, sous la direction de Paul van Zeeland ;
- politique, sous celle de Paul Ramadier ;
- culturelle, confiée à Salvador de Madariaga.

Le Congrès est marqué par un clivage entre unionistes et fédéralistes. Les premiers, dont Churchill, souhaitent une simple coopération entre États afin de résoudre les difficultés économiques et de renforcer le camp occidental dans la Guerre froide naissante. Les fédéralistes veulent aller plus vite et plus loin et demandent un transfert partiel de souveraineté à une Fédération européenne.
Henri Brugmans souligne plus tard « l'atmosphère joyeuse, créatrice, presque révolutionnaire du Congrès ». Les fédéralistes concluent cependant à une domination des unionistes au cours du Congrès. Pour Denis de Rougemont, « Les maîtres du Congrès ont retiré la parole au peuple européen pour la donner à des ministres qui en ont fait l'usage que l'on sait ». Plusieurs affrontements verbaux ont lieu entre les deux camps qui se forment.
Paul Reynaud propose l'élection d'une assemblée constituante européenne, idée qui n'est pas retenue dans les conclusions.

## Résultats
Le Congrès adopte un « Message aux Européens » rédigé et lu par Denis de Rougemont. Il déclare notamment :

« Tous ensemble, demain, nous pouvons édifier […] la plus grande formation politique et le plus vaste ensemble économique de notre temps. Jamais l'histoire du monde n'aura connu un si puissant rassemblement d'hommes libres. Jamais la guerre, la peur et la misère n'auront été mises en échec par un plus formidable adversaire. »

Il appelle à :
- l'élimination des restrictions à l'échange des marchandises, la convertibilité des monnaies, la programmation des ressources, la mobilité de la main-d'œuvre, la coordination des politiques économiques et la promotion du plein emploi ;
- une Assemblée européenne élue au suffrage universel ;
- une Europe unie ouverte à l'Allemagne ;
- l'adoption d'une Charte des droits fondamentaux ;
- la création d'une Cour suprême ;
- la création d'un centre européen de l'enfance, de la jeunesse et de la culture.

### Conséquences
- 25 octobre 1948 : transformation du Comité de liaison en Mouvement européen
- 25 au 28 février 1949 : congrès fondateur du Mouvement européen à Bruxelles
- 5 mai 1949 : signature du traité de Londres qui crée le Conseil de l’Europe.
- 9 mai 1950 : déclaration Schuman

À la suite du Congrès sont également créés le Collège d'Europe à Bruges et le Centre européen de la Culture à Genève.
L'une de ses conséquences du Congrès est également la signature de Convention européenne de sauvegarde des droits de l'homme et des libertés fondamentales, à Rome le 4 novembre 1950.

## Participants notables

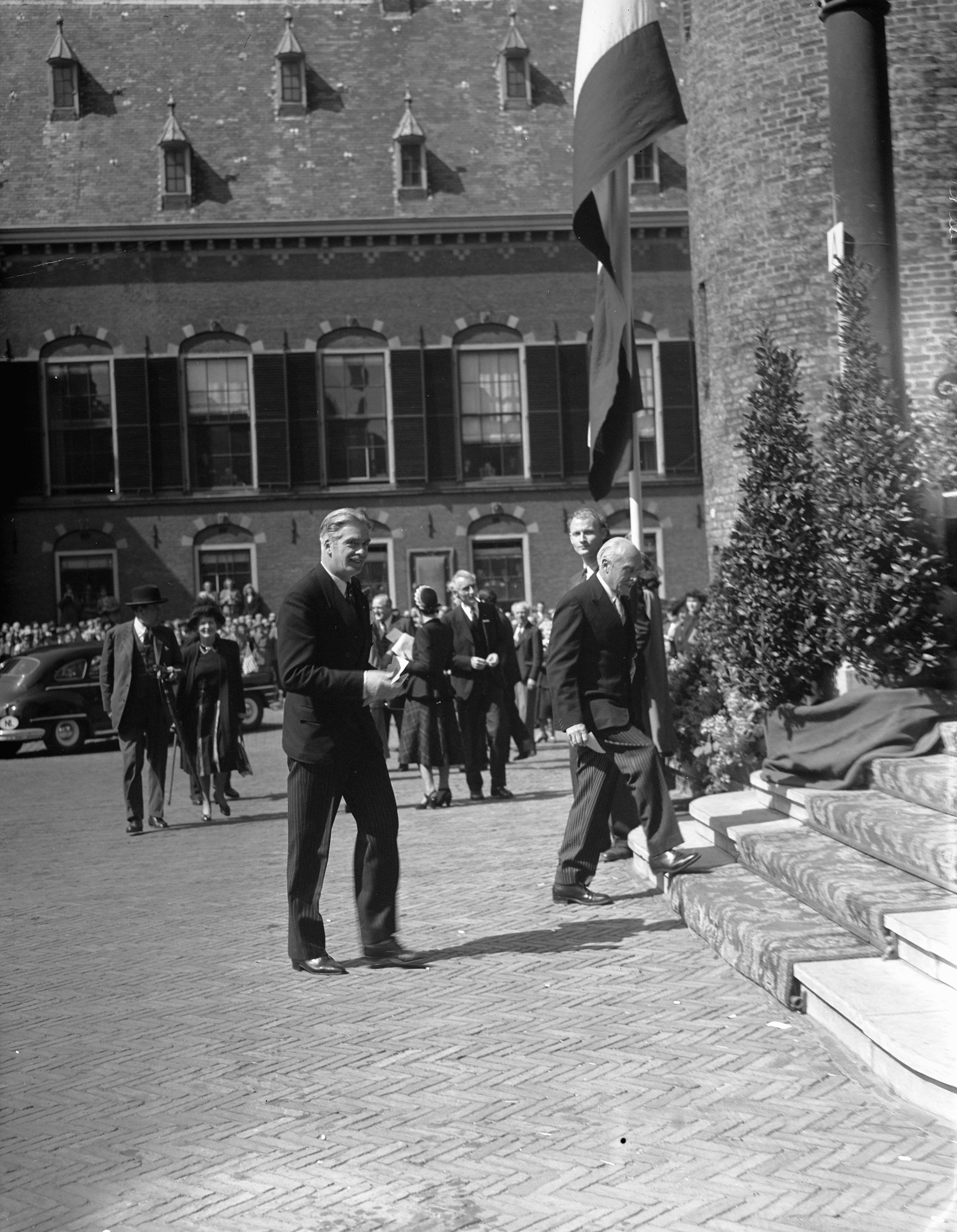
Arrivée d'Anthony Eden au Congrès de l'Europe.

Parmi les participants notables se trouvent :
- Konrad Adenauer
- Édouard Bonnefous
- Winston Churchill
- Albert Coppé
- Richard Nikolaus de Coudenhove-Kalergi
- Édouard Daladier
- Anthony Eden
- Alcide De Gasperi
- Jean-Pierre Gouzy
- Walter Hallstein
- Alexandre Marc
- Harold Macmillan
- François de Menthon
- François Mitterrand
- Paul Ramadier
- William Rappard
- Joseph Retinger
- Paul Reynaud
- Denis de Rougemont
- Bertrand Russell
- Altiero Spinelli
- Paul van Zeeland
- Salvador de Madariaga

## Sources

## Compléments

### Lectures approfondies
- Antoine Capet, Churchill : Le dictionnaire, Paris, Perrin, 2018 (862 p.), Rubrique "De Zurich à Strasbourg via La Haye ", p. 368-370.
- Rodolphe Ackermann, L'essor de l'idée de constitution européenne 1945-1953, 2001, 274 p.